# Changement de nom de communes en France
Depuis leur création sous la Révolution française, de nombreuses communes de France ont fait l'objet de mesures de changement de nom (appellation officielle), par décret émanant du pouvoir exécutif, décret habituellement préparé par les services du ministère de l'Intérieur.
Cet article vise à recenser un maximum de ces changements de nom, avec la date du changement, l'ancienne dénomination et la nouvelle.
De 1943 au 1er janvier 2015, plus de 1 320 changements de nom de communes sont recensés par l'Insee, concernant approximativement 1 300 communes différentes. Et ce, 1 242 par décret, 31 par arrêté, 29 par décision de la commission de révision du nom des communes, 17 par correction d'erreur de l'Insee, 1 par décision du Conseil d'État (Châlons-sur-Marne), aucun par la loi, ni aucun par ordonnance (des procédures possibles), ni aucun par décision du conseil municipal (procédure possible si publiée au Journal officiel).

## Procédures françaises
En application des dispositions législatives fixées par le premier alinéa de l'article L. 2111-1 du code général des collectivités territoriales, le changement de nom d'une commune est décidé par décret, sur la demande du conseil municipal et après avis du conseil départemental.
En 1948, le ministre de l'Intérieur a installé, auprès de lui, la « Commission de révision du nom des communes » destinée à l'éclairer de ses avis dans les matières intéressant la toponymie et sur les demandes de changement de nom présentées par les communes. Cette commission a été supprimée et remplacée par un examen des dossiers.
Le Conseil d'État et la commission se sont dotés, depuis une cinquantaine d'années, d'une doctrine stable qui conditionne les avis favorables à la réalisation au minimum de l'une des deux conditions suivantes :
1. Le relèvement d'une dénomination historique tombée en désuétude ;
2. Le souhait d'éviter un risque sérieux d'homonymie avec une ou plusieurs autres communes, dont l'appellation est identique.

Une circulaire du 8 février 2021 précise que le changement du nom doit avoir pour but de mettre en accord le nom officiel de la commune avec un usage différent, mais suffisamment ancien et constant, ou de mettre fin à des risques de confusion avec d'autres communes. En outre les modifications à but touristique ou économique ne sont pas admises, ainsi que les noms trop longs.
La graphie est réglementée. En particulier, tous les mots sont séparés par des traits d'union, sauf l'article défini initial et les cas où une apostrophe sépare deux mots.

### Histoire
La loi du 5 avril 1884 sur l'organisation municipale fixait les conditions du changement de nom d'une commune :
« Le changement de nom d'une commune est décidé par décret du Président de la République, sur la demande du conseil municipal, le conseil général consulté et le conseil d'État entendu. »
Il y avait déjà des changements de nom de communs par décret (voir décrets de 1880 par exemple).
Évolution annuelle du nombre de communes ayant changé de nom sur la période 1815-2023 (hors fusions)

## Décrets successifs
Il existe sans doute des changements de nom de commune antérieurs à ceux listés ici, Légifrance, dans ces cas, ne fournit pas le texte intégral du document référencé. Toutefois, il est envisageable de consulter ces décrets dans les archives d'une mairie, puisque le Journal officiel y est en principe conservé… Le site de la BnF stocke les Journaux officiels et les Bulletins des lois (mais il y a des lacunes, en ce qui concerne ce dernier avant 1875).

### Non datés
À l'exception de la décision du 28 juin 1994, les décisions de la commission de révision du nom des communes, sont non datées lors de leur codification par l'Insee.
Par ordre de code commune (donc par ordre de code département) :
- 02102 Bouconville-Vauclerc devient Bouconville-Vauclair
- 02665 Rozoy-Grand devient Grand-Rozoy
- 02783 Verly-Grand devient Grand-Verly
- 02784 Verly-Petit devient Petit-Verly
- 05058 Fressinières devient Freissinières
- 21400 Lemeix devient Meix (Le Meix)
- 24362 Saint-Alvère devient Sainte-Alvère
- 30126 Garrigues-et-Sainte-Eulalie devient Garrigues-Sainte-Eulalie
- 30135 Jonquières-et-Saint-Vincent devient Jonquières-Saint-Vincent
- 30192 Orthoux-Sérignac-et-Quilhan devient Orthoux-Sérignac-Quilhan
- 30240 Saint-Cézaire-de-Gauzignan devient Saint-Césaire-de-Gauzignan
- 30250 Saint-Étienne-de-Lolm devient Saint-Étienne-de-l'Olm
- 30308 Sanilhac-et-Sagriès devient Sanilhac-Sagriès
- 42099 Fraisse devient Fraisses
- 44096 Mésangé devient Mésanger
- 49140 Fontevrault-l'Abbaye devient Fontevraud-l'Abbaye
- 52091 Cerizières devient Cerisières
- 57181 Domnon-lès-Dieuze devient Domnom-lès-Dieuze par décision du 28 juin 1994
- 59342 Lès-Fontaine devient Lez-Fontaine
- 59663 Wormhoudt devient Wormhout
- 59666 Zeggers-Cappel devient Zegerscappel
- 61078 Cerisi-Belle-Étoile devient Cerisy-Belle-Étoile
- 61277 Ménière devient Mesnière (La Mesnière)
- 62113 Berles devient Berles-Monchel
- 62456 Houchain devient Houchin
- 63463 Viscontat devient Viscomtat
- 70518 Val-Saint-Eloy devient Val-Saint-Éloi ; le 1er janvier 1982, Val-Saint-Eloy devient Le Val-Saint-Éloi
- 80613 Oust-Marais devient Oust-Marest
- 80779 Vauchelles devient Vauchelles-les-Quesnoy

### liens externes
- « Recensement, à compter de 1986, des textes portant création, fusion, défusion, changement de nom ou suppression de communes et des textes portant modification des limites territoriales des communes et cantons », sur Légifrance (version du 11 mars 2016 sur Internet Archive)
- « Récapitulatif des 3892 changements de nom intervenus depuis 1870 », sur un site personnel (version du 11 mai 2021 sur Internet Archive)